# آسوکا کوراموچی
آسوکا کوراموچی (انگلیسی: Asuka Kuramochi؛ زادهٔ ۱۱ سپتامبر ۱۹۸۹) خواننده و بازیگر ژاپنی و عضو پیشین گروه موسیقی ای‌کی‌بی ۴۸ در گروه بی است.